# Drew O'Connor
Drew O'Connor, född 9 juni 1998, är en amerikansk professionell ishockeyforward som spelar för Pittsburgh Penguins i National Hockey League (NHL). Han har tidigare spelat för Manglerud Star i Fjordkraftligaen (FL); Dartmouth Big Green i National Collegiate Athletic Association (NCAA) samt New Jersey Titans i North American Hockey League (NAHL).
O'Connor blev aldrig NHL-draftad.

## Statistik
| 2011–2012   | New Jersey Colonials   | AYHL        | 15 | 9  | 15 | 24 | 12 | — | — | — | — | — |
| 2012–2013   | New Jersey Colonials   | AYHL        | 19 | 8  | 6  | 14 | 10 | — | — | — | — | — |
| 2013–2014   | Delbarton Green Wave   |             | 9  | 0  | 1  | 1  | —  | — | — | — | — | — |
| 2014–2015   | Delbarton Green Wave   |             | 28 | 1  | 7  | 8  | —  | — | — | — | — | — |
| 2015–2016   | North Jersey Avalanche | AYHL        | 19 | 13 | 10 | 23 | 6  | 2 | 1 | 0 | 1 | 0 |
|             | North Jersey Avalanche | T1EHL       | 23 | 6  | 12 | 18 | 6  | 5 | 1 | 1 | 2 | 0 |
| 2016–2017   | North Jersey Avalanche | T1EHL       | 31 | 11 | 13 | 24 | 18 | 5 | 2 | 2 | 4 | 4 |
|             | North Jersey Avalanche | AYHL        | 17 | 6  | 7  | 13 | 10 | 1 | 0 | 1 | 1 | 0 |
|             | New Jersey Titans      | NAHL        | 3  | 0  | 0  | 0  | 0  | — | — | — | — | — |
| 2017–2018   | Boston Jr. Bruins      | USPHL       | 49 | 13 | 26 | 39 | 12 | 6 | 0 | 5 | 5 | 2 |
| 2018–2019   | Dartmouth Big Green    | NCAA        | 34 | 17 | 9  | 26 | 14 | — | — | — | — | — |
| 2019–2020   | Dartmouth Big Green    | NCAA        | 31 | 21 | 12 | 33 | 42 | — | — | — | — | — |
| 2020–2021   | Pittsburgh Penguins    | NHL         | 1  | 0  | 1  | 1  | 0  | — | — | — | — | — |
|             | Manglerud Star         | FL          | 7  | 6  | 4  | 10 | 8  | — | — | — | — | — |
| NHL totalt  | NHL totalt             | NHL totalt  | 1  | 0  | 1  | 1  | 0  | — | — | — | — | — |
| NCAA totalt | NCAA totalt            | NCAA totalt | 65 | 38 | 21 | 59 | 56 | — | — | — | — | — |